# 矮越桔
矮越桔（学名：Vaccinium chamaebuxus），为杜鹃花科越桔属下的一个种。

## 扩展阅读
維基物種上的相關：矮越桔